# Mantispa lurida
Mantispa lurida là một loài côn trùng trong họ Mantispidae thuộc bộ Neuroptera. Loài này được Walker miêu tả năm 1860.